# Elysius lavinia
Elysius lavinia är en fjärilsart som beskrevs av Druce 1906. Elysius lavinia ingår i släktet Elysius och familjen björnspinnare. Inga underarter finns listade i Catalogue of Life.